# Strojnogłowik oliwkowogrzbiety
Strojnogłowik oliwkowogrzbiety (Arremon dorbignii) – gatunek małego ptaka z rodziny pasówek (Passerellidae). Opisany po raz pierwszy w 1856. Występuje na obszarach lasów liścisatych zarówno suchych, jak i wilgotnych w pasie równoległym do wschodnich stoków Andów w środkowej części Ameryki Południowej. Razem ze strojnogłowikiem szarogrzbietym należy do gatunków rodzaju Arremon najbardziej wysuniętych na południe. Jest gatunkiem najmniejszej troski.

## Systematyka
Gatunek ten po raz pierwszy zgodnie z zasadami nazewnictwa binominalnego opisał Philip Lutley Sclater. Opis ukazał się w 1856 roku w „Proceedings of the Zoological Society of London”. Jako miejsce typowe autor wskazał Yungas w Boliwii. Do 2020 roku strojnogłowik oliwkowogrzbiety był uznawany za podgatunek strojnogłowika szarogrzbietego (Arremon flavirostris), kiedy to South American Classification Committee przegłosowała wyodrębnienie go do osobnego gatunku Arremon dorbignii. Nie wyróżnia się podgatunków.

### Etymologia
- Arremon: gr. αρρημων arrhēmōn, αρρημονος arrhēmonos „cichy, bez mowy”, od negatywnego przedrostka α- a-; ῥημων rhēmōn, ῥημονος rhēmonos „mówca”, od ερω erō „będę mówić”, od λεγω legō „mówić”[11].
- dorbignii: Alcide Charles Victor Dessalines d’Orbigny (1802–1857) – francuski naukowiec, podróżnik i przyrodnik[12].

## Morfologia
Nieduży ptak ze średniej wielkości, charakterystycznym pomarańczowo-żółtym dziobem z czarną górną częścią szczęki górnej. Tęczówki czarne lub ciemnobrązowe. Nogi od różowych do szarych. Głowa czarna z kończącymi się na szarym karku białymi pasemkami. Głowa kontrastuje z białym gardłem i podgardlem. Poniżej nich czarna półopaska. Prawie nie występuje dymorfizm płciowy. Dolna część ciała jasna, u samców zazwyczaj biała lub białawoszara, u samic zazwyczaj białokremowa. Górne części ciała w większości oliwkowozielone z żółtawym odcieniem, ogon w kolorze sepii z niewielką domieszką żółtawo-oliwkowozielonego koloru. Młode osobniki są nieco ciemniej ubarwione.
Długość ciała z ogonem 15–16,5 cm. Szczegółowe wymiary ciała na podstawie pracy Taxonomic revision of Saffron-billed Sparrow Arremon flavirostris Swainson, 1838 (Aves: Passerellidae) with comments on its holotype and type locality: długość skrzydła: samiec 72,94 mm ± 3,73 (zakres 62,69–79,83, n = 65); samica 69,51 mm ± 2,78 (64,68–76,77, n = 31); długość ogona: samiec 62,43 mm ± 3,35 (52,05–71,49, n = 65); samice 59,49 mm ± 3,12  (50,99–64,06, n = 31); długość dzioba: samiec 16,38 mm ± 0,73 (14,84–18,72, n = 65); samice 16,18 mm ± 0,70 (14,23–17,19, n = 31), masa ciała: samce 25,1 g ± 0,9 (n = 5); samice 23,6 g ± 0,4 (n = 7).

## Zasięg występowania
Strojnogłowik oliwkowogrzbiety jest endemitem Ameryki Południowej, występującym po wschodniej stronie Andów od środkowej Boliwii do północnej Argentyny. Występuje zazwyczaj w przedziale wysokości od 83 m n.p.m. do 1400 m n.p.m., w Boliwii obserwowany był do wysokości 2673 m n.p.m. Jest gatunkiem osiadłym. Jego zasięg występowania według szacunków organizacji BirdLife International obejmuje 588 tys. km².

## Ekologia
Głównym habitatem strojnogłowika oliwkowogrzbietego jest podszyt wilgotnych lasów równikowych i lasów półzimozielonych u podnóży Andów, występuje także w lasach wtórnego wzrostu. 
Informacje o diecie tego gatunku są skąpe. Wiadomo, że zjada on owoce, ziarna i stawonogi. Żeruje na ziemi lub na małych krzakach do wys. 1,5 m. Występuje zazwyczaj pojedynczo lub w parach, ale może też łączyć się w stada z innymi gatunkami. Długość pokolenia jest określana na 3,8 lat.

### Rozmnażanie
Większość danych o rozmnażaniu tego gatunku pochodzi z badań w północnej Argentynie. Sezon lęgowy przeciętnie rozpoczynał się 21 listopada i trwał 60 dni. Obserwowane gniazda znajdowały się na ziemi lub niewysoko nad nią do wysokości 0,9 m. Większość gniazd była dobrze ukryta pomiędzy roślinami, korzeniami lub przy pniach, obserwowano także gniazda ukryte pomiędzy skałami lub w ściółce. Gniazda są zamknięte z bocznym wejściem, zbudowane z traw, liści, włókien, łodyg, wewnątrz wyścielone małymi suchymi liśćmi. Średnica zewnętrzna 14–17 cm, średnica wewnętrzna około 5 cm. W lęgu 2–3 jaja o wymiarach 22–24 mm długości, 15,8–16,7 mm szerokości i masie 2,9–3,6 g. Jaja białe lub różowo-białe z brązowymi, czarnymi i fioletowymi plamkami, z szerszej strony jaja o większym skupieniu, tam też występują krótkie czarne linie. Okres inkubacji około 15 dni. Jaja są wysiadywane tylko przez samicę, w okresie inkubacji karmioną przez samca. Pisklęta pozostają w gnieździe 12–15 dni, karmione są przez oboje rodziców.

## Status
W Czerwonej księdze gatunków zagrożonych IUCN strojnogłowik oliwkowogrzbiety jest klasyfikowany jako gatunek najmniejszej troski (LC – Least Concern). Liczebność populacji nie została oszacowana, ale ptak ten jest opisywany jako dosyć pospolity. Ze względu na brak dowodów na spadki liczebności bądź istotne zagrożenia dla gatunku, BirdLife International uznaje trend liczebności populacji za stabilny.